# 23045 Sarahocken
23045 Sarahocken (1999 XT27) là một tiểu hành tinh vành đai chính được phát hiện ngày 6 tháng 12 năm 1999 bởi Nhóm nghiên cứu tiểu hành tinh gần Trái Đất phòng thí nghiệm Lincoln ở Socorro. Nó được đặt theo tên Sarah Hocken, a science teacher ở South Eugene High School, Eugene, Oregon. She mentored a 2007 science talent search finalist.